# Jáuregui (Guanajuato)
Jáuregui es una localidad del estado mexicano de Guanajuato. Es parte del municipio de Celaya.

## Demografía
| Gráfica de evolución demográfica |
|                                  |

| Censo | Población |
| ----- | --------- |
| 1900  | 340       |
| 1910  | 429       |
| 1921  | 264       |
| 1930  | 329       |
| 1940  | 461       |
| 1950  | 481       |
| 1960  | 612       |
| 1970  | 769       |
| 1980  | 993       |
| 1990  | 1 361     |
| 2000  | 1 305     |
| 2010  | 1 369     |
| 2020  | 1 584     |